# Las Limas (Veracruz)
Las Limas es una comunidad perteneciente al estado mexicano de Veracruz de Ignacio de la Llave, localizada en su extremo sureste y forma parte del municipio de Jesús Carranza; es conocida por ser el sitio de descubrimiento de la escultura de origen olmeca denominada Señor de Las Limas.

## Historia

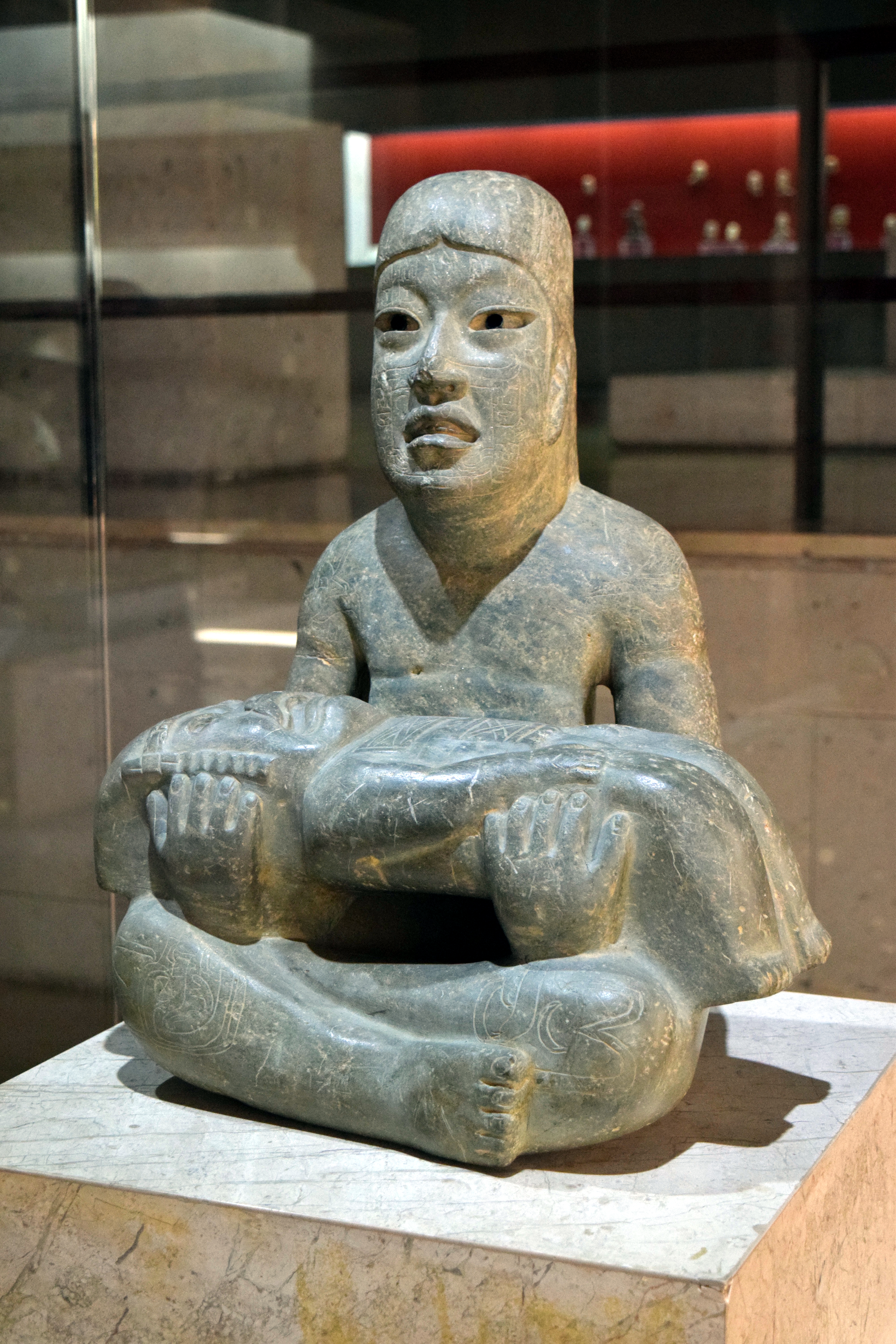
El Señor de Las Limas

Las Limas adquirió notoriedad nacional cuando el 16 de julio de 1965, los niños Rosa y Severiano Manuel Pascual descubrieron la escultura de origen olmeca que sería denominada como el Señor de Las Limas en un montículo es las afueras de la población. Su descubrimiento fue casual pues inicialmente lo confundieron con una piedra en la que se apoyaron para romper coyoles.
Al quererla desenterrar para llevársela descubrieron su rostro; pensando que se trataba de un muerto llamaron la atención de la población, muchas personas al ver la estatua completa, pensaron que se trataba de una imagen de la Virgen María y nombrándola como la Virgen de las Limas, la colocaron en un altar rodeada de flores y veladoras.
Pronto la imagen fue reclamada por los pobladores de la cercana Colonia Roberto Barrios, que decían había sido localizado en terrenos pertenecientes a su población; para evitar conflictos la familia de los niños que habían descubierto la figura dio aviso a las autoridades municipales de Jesús Carranza, las cuales a su vez dieron parte al Instituto de Antropología de la Universidad Veracruzana, que identificó el verdadero origen de la escultura y determinó su traslado al Museo de Antropología de Xalapa (MAX), donde se encuentra hasta la actualidad.

## Localización y demografía
Las Limas se encuentra en una remota zona del extremo sureste del estado de Veracruz de Ignacio de la Llave, casi en sus límites con el estado de Oaxaca y en las coordenadas 17°26′15″N 94°59′00″O / 17.43750, -94.98333 y a uno 39 metros sobre el nivel del mar. Se encuentra en la ribera norte del río Jaltepec a unos 4 kilómetros al oeste de su confluencia con el río Coatzacoalcos y a 5 kilómetros al este de la cabecera municipal, Jesús Carranza. Su única vía de comunicación es una carretera de terracería que la une a la cabecera municipal donde un ramal las comunica con la Carretera Federal 185 o Transístmica.
De acuerdo con el Censo de Población y Vivienda realizado en 2010 por el Instituto Nacional de Estadística y Geografía la población total de Las Limas es de 331 habitantes, de los que 162 son hombres y 169 son mujeres.